# Peter Durand

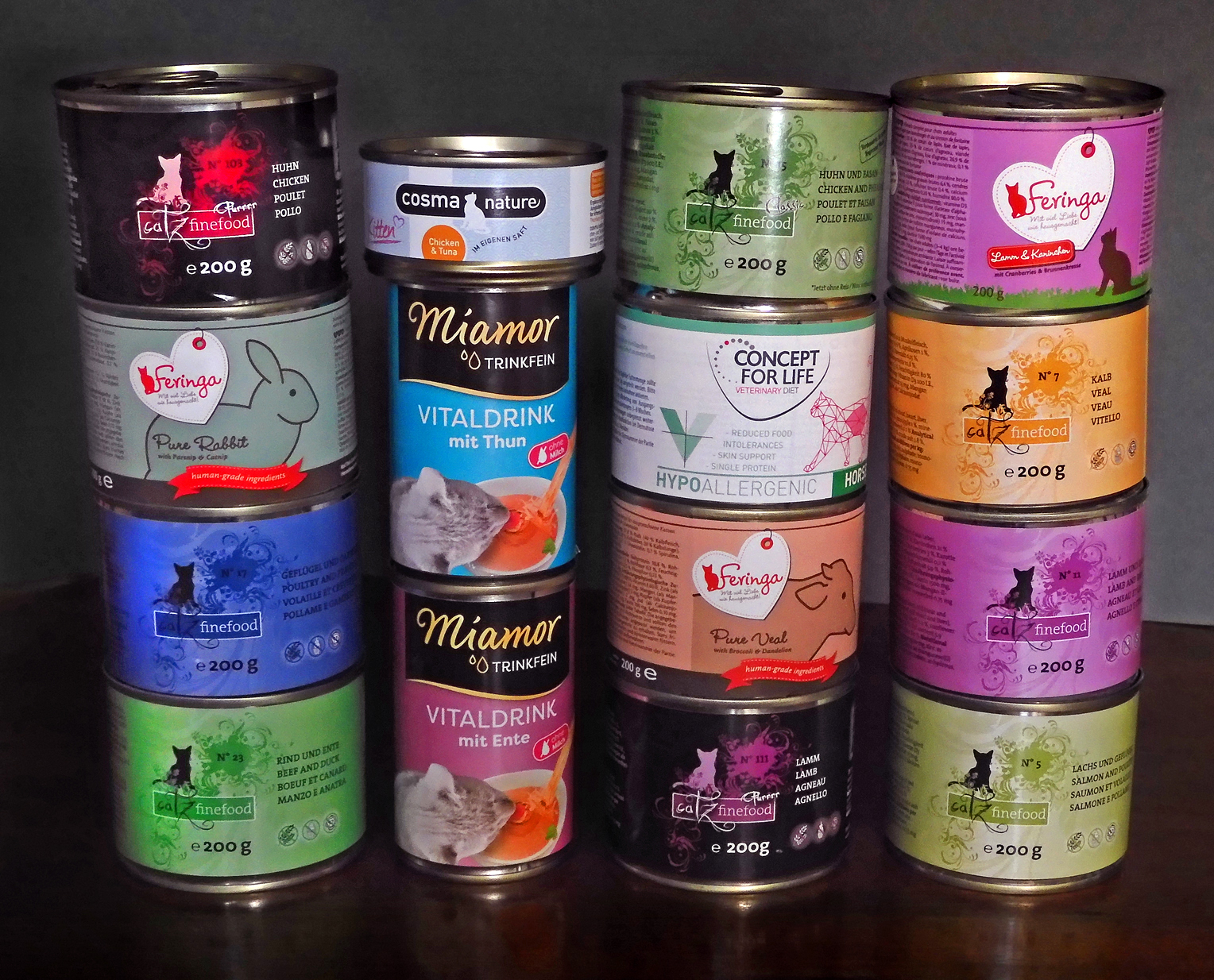
Typiska konservburkar med kattmat.

Peter Durand, född 21 oktober 1766, död 23 juli 1822, var en engelsk köpman som är allmänt känd, för att ha fått det första patentet för idén, att konservera mat i plåtburkar. Patentet beviljades den 25 augusti 1810 av Georg III av Storbritannien. Patentet anger att det har utfärdats till Peter Durand, en handlare på Hoxton Square, Middlesex, Storbritannien, för en metod för att konservera animalisk mat, vegetabilisk mat och andra lättfördärvliga ämnen med hjälp av olika kärl gjorda av glas, keramik, tenn eller andra lämpliga metaller. Konserveringsproceduren var att fylla upp ett kärl med mat, och därefter värma upp kärlet, efter avkylning skulle kärlet direkt förslutas helt lufttätt.
Locket skulle vara delvis öppet under hela uppvärmnings- och nedkylningsproceduren, men direkt efter det skulle kärlet förslutas lufttät. I sitt patent nämner Durand tydligt att idén med uppfinningen kommunicerades till honom ett år tidigare, av en vän utomlands. Omfattande forskning i 1800-talets arkiv har avslöjat att vännen var den franske uppfinnaren Philippe de Girard. Relationen mellan Durand och Girard har inte dokumenterats, så äran för det första konserveringspatentet kvarstår hos Durand. Patentet i sig består av två distinkta delar: för det första beskrivningen av den ursprungliga idén, och för det andra, observationer av Durand själv.
Durand var misstänksam mot uppfinningen, men med ett nyfiket sinne gjorde han grundliga tester, förseglade kött, soppor och mjölk och kokade dem enligt beskrivningen. Den ursprungliga uppfinnaren hade bara experimenterat med små matvolymer, medan Durand föreställde sig framtida storskalig produktion och därför konserverade upp till 30 pund (13,6 kg) kött i en burk. Av okända anledningar använde Durand endast plåtburkar istället för glaskärl. Han ordnade så att burkarna seglade med Royal Navy under en period av fyra till sex månader. Flera medlemmar av Royal Society och Royal Institution undersökte maten, och fann att den var perfekt bevarad. Durands patent ägnades åt konserveringstekniken snarare än till kärlet. Själva tekniken utvecklades av en fransman, Nicolas Appert.  Appert använde dock uteslutande glaskärl medan Durand var den första att nämna i en patentanvändning av plåtburkar.
Efter att ha mottagit patentet ägnade Durand sig inte åt konservmat själv. Han sålde sitt patent 1812 till två andra engelsmän, Bryan Donkin och John Hall för £1 000. Donkin var involverad i förtenning av järn från 1808 och var angelägen om att utöka det till livsmedelsindustrin. Donkin och Hall startade en kommersiell konservfabrik och 1813 tillverkade de sina första konserver för den brittiska armén. 1818 introducerade Durand plåtburkar i USA genom att återpatenta sitt brittiska patent i USA. År 1820 var konserver en välkänd artikel i Storbritannien och Frankrike, och 1822 i USA.